# Anna Brożková (filozofka)
Anna Magdalena Brożková (Brożek; * 1980) je polská filozofka.

## Publikace
- Symetria w muzyce - czyli o pierwiastku racjonalnym w komponowaniu dzieł muzycznych (2004)
- Principia musica. Logiczna analiza terminologii muzycznej (2006)
- Wprowadzenie do metodologii dla studentów teorii muzyki i muzykologii (2007)
- Pytania i odpowiedzi. Tło filozoficzne, teoria, zastosowania praktyczne (2007)